# Brétigny-sur-Orge
Brétigny-sur-Orge és un municipi francès, situat al departament d'Essonne i a la regió de l'Illa de França. L'any 1999 tenia 21.650 habitants.
Forma part del cantó de Brétigny-sur-Orge i del districte de Palaiseau. I des del 2016 de la Comunitat d'aglomeració Cœur d'Essonne.